# Валтер Шел
Валтер Шел (на немски: Walter Scheel) е германски политик, либерал, член на Свободната демократична партия и неин председател от 1968 г. до 1974 г. Министър на икономическото сътрудничество от 1961 г. до 1966 г. в кабинетите на Аденауер и Ерхард, в периода 1969 – 1974 г. Шел е външен министър и вицеканцлер в правителството на Вили Бранд, а след оттеглянето на Бранд на 7 май 1974 г. девет дни е временно изпълняващ длъжността канцлер на Федерална република Германия. Той е четвъртият федерален президент на Германия.

## Биография

### До Втората световна война
Шел е роден на 8 юли 1919 г. в Золинген. В последните години на Втората световна война служи в Луфтвафе като оператор на радар на изтребител „Месершмит“.

### Политическа кариера
Като федерален министър на икономическото сътрудничество и развитие в периода (1961 – 1966) спомага за падането на правителството на Лудвиг Ерхард в края на 1966 г.
През 1969 г. образува със своята партия нова коалиция със социалдемократите. Шел се връща в управлението като министър на външните работи и вицеканцлер. Благодарение на неговото дело като министър на външните работи Федерална република Германия се отказва от своите претенции към предишни територии, отстъпени на Полша и СССР през 1945 г., и официално признава ГДР, което предизвиква огромен публичен дебат, довел от своя страна до предсрочни парламентарни избори през 1972 г. Коалицията отново печели изборите и усилията за подобряване на отношенията със страните зад желязната завеса продължават.
На 7 май 1974 г. Вили Брант се оттегля от поста канцлер на Германия, когато един от неговите лични помощници е арестуван като шпионин на ЩАЗИ. Въпреки че за това е имало предположения още от 1973 г., Брант поема политическата отговорност и подава оставка. Шел, в ролята на канцлер, ръководи правителствените срещи за малко повече от седмица преди Хелмут Шмит да бъде избран за канцлер.
На 15 май 1974 г. Валтер Шел е избран за федерален президент на ФРГ – пост, който заема от 1 юли 1974 до 28 юни 1979 г. След изтичане на мандата му се оттегля от политическата сцена, въпреки че понякога се появява на политически беседи и събития.

## За него
- Hans-Dietrich Genscher (Hrsg.), Heiterkeit und Härte: Walter Scheel in seinen Reden und im Urteil von Zeitgenossen. Deutsche Verlagsanstalt, Stuttgart 1984, ISBN 3-421-06218-8
- Hans-Roderich Schneider, Präsident des Ausgleichs. Bundespräsident Walter Scheel. Ein liberaler Politiker. Verlag Bonn aktuell, Stuttgart 1975, ISBN 3-87959-045-1